# Heiderhof (Odenthal)
Heiderhof ist ein Ortsteil in Unterodenthal in der Gemeinde Odenthal im Rheinisch-Bergischen Kreis. Er liegt südwestlich von Holz.

## Geschichte
Der Heiderhof ist entstanden als in die Heide (im Sinne von Allmende) hineingebauter Hof. Es handelte sich um ein Lehngut des Herrenhofs Holz.
Die erste urkundliche Erwähnung von Heiderhof datiert vom 13. Januar 1299. In der entsprechenden Urkunde bekundete Graf Wilhelm von Berg, dass der einst den verstorbenen Eheleuten „Leo und Odilia“ gehörende Hof „zu der Heyden“ (= Heiderhof) auf ihren Erben „Nikolaus“ übergegangen sei, der inzwischen Klosterbruder in der Abtei Altenberg geworden war. Dieser habe den Hof anschließend an das Kloster abgetreten. In diesem Sinne bestätigte die Urkunde der Abtei den Besitz des Hofes.
Während des Spanischen Erbfolgekriegs hatten auch die Odenthaler ihre Beiträge zur Landesverteidigung zu leisten. In diesem Zusammenhang wird unter anderem ein Thomas zur Heyden aufgelistet. Er hatte 14 Faschinen und 42 Pfähle zu stellen.
Die Topographia Ducatus Montani des Erich Philipp Ploennies, Blatt Amt Miselohe, belegt, dass der Wohnplatz 1715 als Hof kategorisiert wurde und mit Hederhof bezeichnet wurde.
Carl Friedrich von Wiebeking benennt die Hofschaft auf seiner Charte des Herzogthums Berg 1789 als Heiderhoff. Aus ihr geht hervor, dass Heiderhof zu dieser Zeit Teil von Unterodenthal in der Herrschaft Odenthal war.
Unter der französischen Verwaltung zwischen 1806 und 1813 wurde die Herrschaft aufgelöst und Heiderhof wurde politisch der Mairie Odenthal im Kanton Bensberg zugeordnet. 1816 wandelten die Preußen die Mairie zur Bürgermeisterei Odenthal im Kreis Mülheim am Rhein.
Der Ort ist auf der Topographischen Aufnahme der Rheinlande von 1824, auf der Preußischen Uraufnahme von 1840 und ab der Preußischen Neuaufnahme von 1892 auf Messtischblättern regelmäßig als Heiderhof verzeichnet. Heiderhof ist Teil der Pfarre Odenthal.
| Jahr | Einwohner | Wohn- gebäude | Kategorie |
| ---- | --------- | ------------- | --------- |
| 1822 | 12        |               | Hof       |
| 1830 | 14        |               | Hof       |
| 1845 | 11        | 1             | Hof       |
| 1871 | 9         | 3             | Hofgüter  |
| 1885 | 7         | 2             | Wohnplatz |
| 1895 | 7         | 1             | Wohnplatz |
| 1905 | 5         | 1             | Wohnplatz |